# Championnat d'Irlande de football 1954-1955
Navigation
Édition précédente Édition suivante
Le Championnat d'Irlande de football en 1954-1955. Deuxième titre pour St. Patrick's Athletic FC.

## Les 12 clubs participants
- Bohemians FC
- Cork Athletic
- Drumcondra
- Dundalk FC
- Evergreen United
- Limerick FC
- St. Patrick's Athletic FC
- Shamrock Rovers
- Shelbourne FC
- Sligo Rovers
- Transport
- Waterford United

## Classement
| Place | Club                      | Points | Victoires | Nuls | Défaites | Buts pour | Buts contre | Différence |
| ----- | ------------------------- | ------ | --------- | ---- | -------- | --------- | ----------- | ---------- |
| 1er   | St. Patrick's Athletic FC | 36     | 17        | 2    | 3        | 62        | 31          | +31        |
| 2e    | Waterford United          | 33     | 16        | 1    | 5        | 70        | 43          | +27        |
| 3e    | Shamrock Rovers T         | 28     | 12        | 4    | 6        | 63        | 37          | +26        |
| 4e    | Shelbourne FC             | 28     | 13        | 2    | 7        | 62        | 41          | +21        |
| 5e    | Cork Athletic             | 25     | 10        | 5    | 7        | 53        | 51          | +2         |
| 6e    | Drumcondra FC             | 23     | 9         | 5    | 8        | 38        | 30          | +8         |
| 7e    | Bohemians FC              | 19     | 9         | 1    | 12       | 41        | 55          | -14        |
| 8e    | Limerick FC               | 17     | 8         | 1    | 13       | 32        | 50          | -18        |
| 9e    | Sligo Rovers              | 15     | 6         | 3    | 13       | 34        | 49          | -15        |
| 10e   | Transport                 | 14     | 5         | 4    | 13       | 22        | 51          | -29        |
| 11e   | Evergreen United          | 13     | 4         | 5    | 13       | 34        | 46          | -12        |
| 12e   | Dundalk FC                | 13     | 5         | 3    | 14       | 39        | 66          | -27        |

## Source
- (en) Alex Graham, Football in the Republic of Ireland : a Statistical Record 1921–2005, Soccer Books Ltd, novembre 2005, 142 p. (ISBN 978-1862231351).